# Hách Xá Lý
Hách Xá Lý (tiếng Trung: 赫舍里; Pinyin: Hesheli; Manchu: ᡥᡝᠰᡝᡵᡳ Hešeri), là một họ người Mãn thuộc Kiến Châu Nữ Chân. Nguồn gốc họ này xuất phát từ bộ tộc Hách Xá Lý với địa bàn sinh sống chủ yếu thuộc khu vực Cát Lâm và Liêu Ninh của Trung Quốc ngày nay. Dòng họ này đã từng là một trong những thị tộc lớn mạnh và quan trọng nhất vào những năm đầu nhà Thanh, chỉ xếp sau hoàng tộc Ái Tân Giác La, có liên quan chặt chẽ với nhau từ cuộc hôn nhân của Hiếu Thành Nhân Hoàng hậu. Sức mạnh của thị tộc đạt tới đỉnh điểm quyền lực trong giai đoạn của Sách Ni và con thứ là Sách Ngạch Đồ (từ khoảng 1650-1705). Tuy nhiên ảnh hưởng quyền lực khi Sách Ngạch Đồ chết, nhưng tộc Hách Xá Lý vẫn giữ một vai trò chính trị trong triều đình cho đến khi nhà Thanh sụp đổ vào đầu năm 1912.

## Lược sử
Thị tộc Hách Xá Lý lần đầu tiên được ghi chép trong "Ba mươi họ thường thấy ở người Nữ Chân" vào khoảng cuối triều đại nhà Đường (khoảng 800-850), và được cho là bắt nguồn từ tên của một dòng sông linh thiêng (šeri; có nghĩa là "suối nguồn" trong tiếng Mãn Châu). Ngoài ra, một số người cho rằng cái tên này có thể xuất phát từ đó của một tộc cổ. Trong suốt triều đại nhà Đường, tộc Hách Xá Lý sống ở vùng biên ngoại phía bắc Trung Quốc. Căn cứ Thanh triều thông điển, phần Thị tộc lược·Mãn Châu Bát Kỳ tính (清朝通典·氏族略·满洲八旗姓), Hách Xá Lý thị, lại có thể gọi Hột Thạch Liệt thị (纥石烈氏), Hà Xá Lý thị (何舍里氏), Hạ Xá Lý thị (贺舍里氏), là một trong những dòng họ xưa nhất của người Nữ Chân. Đến thời nhà Kim, xưng Nữ Chân Hột Thạch Liệt bộ. Tổ tiên Hách Xá Lý thị là người của bộ tộc Hột Thạch Liệt, lấy bộ tộc làm họ, cũng xưng Hách Xá bộ, thế cư Điền Anh Ngạch (都英额; nay là vùng Thanh Nguyên, Phủ Thuận, Liêu Ninh), Cáp Đạt (nay là Tây Phong, Thiết Lĩnh),....
Khi Nỗ Nhĩ Cáp Xích chinh phục các bộ tộc Mãn Châu, hầu hết các bộ lạc thuộc bộ tộc Hách Xá Lý đều quy thuận. Khi chế độ Bát kỳ được thành lập, các bộ lạc thị tộc Hách Xá Lý đều được phiên vào Chính hoàng kỳ cùng với Tương hoàng kỳ, là những kỳ tin cậy nhất của Đại hãn. Ảnh hưởng của họ tộc thị tộc đạt tới đỉnh cao từ sự tin cậy của các hoàng đế Mãn Thanh với Sách Ni và con thứ là Sách Ngạch Đồ, đặc biệt là thông qua cuộc hôn nhân của con gái của Cát Bố Lạt (con trưởng của Sách Ni) với hoàng đế Khang Hy.
Sau Cách mạng Tân Hợi năm 1911 và sự sụp đổ của nhà Thanh năm 1912, đại đa số người họ tộc Hách Xá Lý từ bỏ họ tộc Mãn Châu và đã đổi sang các họ giống người Hán. Các họ Hán phổ biến được đổi từ họ tộc Hách Xá Lý như từ Hách (hè/赫) sang Hà (hé/何) (thường được gọi là Ho ở Hong Kong và những khu vực sử dụng tiếng Quảng Đông); và một thiểu số hơn đổi thành các họ Cao (Gao/高), Khang (Kang/康), Trương (Zhang/张), Lô (Lu/芦), Hạ (He/贺), Sách (Suo/索), Anh (Ying/英), Hác (Hao/郝), Hắc (Hei/黑), Phổ (Pu/普), Lý (Li/李) hay Mãn (Man/满).

## Nhân vật nổi bật

### Nhà Kim
Trong lịch sử 119 năm của triều đại Nhà Kim, có đến 52 người có sức mạnh ảnh hưởng đến triều đình. Họ tộc của họ được lưu giữ tại Kim sử với phiên âm Hột Thạch Liệt. 
- Khâm Hiến hoàng hậu (欽憲皇后), hoàng hậu của Kim Thái tổ, sinh mẫu của Tống vương Oát Li Bất
- Chí Ninh (志宁, Zhining)
- Lương Bật (良弼, Liangbi)
- Tử Nhân (子仁, Ziren).
- Lạp Phôi (腊醅, Cupei).
- Ma Sản (麻产, Machan), Anh trai Lạp Phôi.
- Chấp Trung (执中, Zhizhong; ?-1213), võ tướng nhà Kim
- Nha Ngô Tháp (牙吾塔, Yawuta；?-1231), võ tướng

### Nhà Thanh
- Thạc Sắc (硕色, Shuose),[4] cha của Sách Ni. Thông thạo tiếng Quan thoại, Tiếng Mông Cổ và Tiếng Mãn Châu, được người sáng lập nhà Thanh Nỗ Nhĩ Cáp Xích phong hiệu Ba Khắc Thập (巴克什, Bakeshi, "Người thông thái").
- Hy Phúc (希福, Hife; ?-1662), em trai của Thạc Sắc. Ông cũng thông thạo nhiều ngôn ngữ như anh trai và cũng được phong hiệu Ba Khắp Thập.[4][5]
- Ngạch Nhĩ Đức Ni (额尔德尼, Erdeni), nguyên thuộc thị tộc Ná Lạp thị, ông được ban cho họ Hách Xá Lý bởi hoàng đế nhà Thanh Hoàng Thái Cực vì những đóng góp của ông với triều đình.[6]
- Sách Ni (索尼, Sonin; ?-1667), Nghị chính đại thần lĩnh Thị vệ nội đại thần của hoàng đế Thuận Trị, một trong Tứ trụ đại thần phụ chính cho hoàng đế Khang Hy; ông giữ tước "Hầu" trong suốt cuộc đời của mình và mang tước "Công" sau khi ông mất.
- Cát Bố Lạt (噶布喇, Gabula), con trưởng của Sách Ni, thừa hưởng tước hiệu "Nhất đẳng công" từ cha mình, tổng lãnh thị vệ nội đại thần của hoàng đế Khang Hy.
- Sách Ngạch Đồ (索额图, Songgotu; ?-1703), con thứ của Sách Ni, Nghị chính đại thần, tổng lãnh Thị vệ nội đại thần của hoàng đế Khang Hy.
- Hiếu Thành Nhân Hoàng hậu (孝誠仁皇后, 1653-1674), con gái Cát Bố Lạt, được gả cho hoàng đế Khang Hy, được biết đến là "Hoàng hậu Hách Xá Lý".
- Bình Phi (平妃, ?-1696), con gái Cát Bố Lạt, phi tần của Khang Hi, em gái của Hiếu Thành Nhân Hoàng Hậu.
- Hy Tần ( 平妃, ? - 11 tháng 9 năm 1702) con gái của Lãi Sơn, phi tần của Khang Hi Hoàng Đế.
- Thường Phi ( 常妃, 31 tháng 12 năm 1808 - 7 tháng 10 năm 1860), là một phi tần của Thanh Tuyên Tông Đạo Quang đế, con gái của Dung Hải, có nghi vấn bà chính là Trân Tần
- Trân Tần  (珍嬪,ngày 15 tháng 11 năm 1806- ?), là một phi tần của Thanh Tuyên Tông Đạo Quang Hoàng đế, con gái của Dung Hải, từ năm Đạo Quang thứ 9 không còn ghi chép nào về bà nên có nghi vấn bà chính là Thường Phi
- Mục Đáp Ứng  (? – 1835), không rõ gia thế, là một phi tần của Đạo Quang đế, từng được phong làm Mục tần nhưng sau bị giáng làm Đáp ứng.
- Hiến Triết Hoàng Quý Phi (獻哲皇貴妃; 2 tháng 7, năm 1856 - 5 tháng 2, năm 1932), cũng được gọi rằng Kính Ý Thái phi (敬懿太妃), là một trong 4 vị phi tần duy nhất của Thanh Mục Tông Đồng Trị Hoàng đế.
- Suất Nhan Bảo (帅颜保, Suwayamboo'; 1641–1684), con của Hy Phúc, cháu của Sách Ni. Là Tổng đốc tào vận của hoàng đế Khang Hy.
- Ngưu Nữu (牛钮, Niuniu; 1648–1686).
- Định Thọ (定寿, Dingshou；?-1731), một trong những võ tướng danh tiếng nhất đầu nhà Thanh. Cuối cùng là Bối lặc của Mông Cổ Chính Hoàng kỳ.
- Tùng Trụ (松柱, Songzhu; 1657–1735), Nghị chính đại thần, Nội các học sĩ kiêm Lễ bộ Thị lang, Lễ bộ Thượng thư kiêm Văn Hoa điện Đại học sĩ, Thái phó thái tử
- Tung Thọ (嵩寿, Sungseo; ?-1755), cháu trai của Suất Nhan Bảo, Lễ bộ Hữu thị lang.
- Gia Mô (嘉谟, Jiamo; 1711-1777), Tổng đốc tào vận, Nội vụ phủ đại thần.
- Quảng Lượng (广亮, Guangliang; ?-1800), tướng quân Hắc Long Giang.
- Phú Chí Na (富志那, Fuzhina; ?-1810), Đề đốc Quý Châu.
- Tái Xung Á (赛冲阿, Saichong'a；?-1826), Bối lặc của Mông Cổ Chính hoàng kỳ. Cũng được xem là Bối lặc Chính Hồng kỳ và trước đó là Mông Cổ Tương Lam kỳ. Được phong tước hiệu Thái tử Thái sư
- Tái Luân (吉纶, Jilun; ?-1826), Bối lặc của Mãn Châu Chính Lam Kỳ, Tổng đốc tào vận, Tuần phủ Sơn Đông, Công bộ Hữu thị lang.
- Phúc Lặc Hồng Á (福勒洪阿, Fulehong'a; ?-1829), Nội các học sĩ, Binh bộ Hữu thị lang, Lý phiên viện Tả thị lang
- Na Đang Châu (那丹珠, Nadanzhu; ?-1832), Nội các học sĩ kiêm Lễ bộ Thị lang, Binh bộ Hữu thị lang.
- Thư Thông Á (舒通阿, Shutong'a; 1776–1836), Phó tổng binh Trực Lệ (Chinese: 直隶副总兵).
- Thuần Khánh (淳庆, Chunqing; ?-1847), Tổng đốc Vân Quý.
- Mục Đằng Ngạch (穆腾额, Muteng'e; 1780–1852), Tướng quân Giang Ninh.
- Thư Hưng Á (舒兴阿, Shuxing'a; ?-1858), Tổng đốc Thiểm Cam, Binh bộ Hữu thị lang, Quân cơ đại thần, khi mất là Vân Nam tuần phủ.
- Thư Nguyên (书元, Shuyuan； ?-1859), Đại lý tự Thiếu khanh, Thịnh Kinh Hộ bộ Thị lang kiêm Phụng Thiên phủ Phủ doãn, Hộ bộ vũ thị lang kiêm quản Tiền Pháp đường sự vụ.
- Hòa Bảo (和宝, Hebao), Binh bộ viên ngoại lang Thông chánh ty Tham nghị.
- Anh Quế (英桂，?-1879), Tổng đốc Mân Chiết, Thống lãnh bộ quân, Đồng Trị 13 năm - Quang Tự 3 năm. nhận tước hiệu Thái tử thái bảo sau khi mất.
- Oa Nhĩ Đạt (洼尔达, Warda), tướng quân.
- Thôn Đạt Lễ (吞达礼, Tundali), tướng quân.
- Hòa Xuân (和春, Hechun; ?-1860), Khâm sai đại thần, Đề đốc Giang Nam, khâm tứ Hoàng mã quái.
- Ân Trường (恩长, Enchang), Tướng quân.
- Như San (如山, Rushan), Án sát sứ Tứ Xuyên.
- Sắc Phổ Trưng Ngạch (色普徵额, Sebjengge; ?-1907), Tướng quân Ninh Hạ.[7]
- Kính Ý Hoàng quý phi, phi tần của hoàng đế Đồng Trị, mẹ nuôi hoàng đế Phổ Nghi.

### Hiện đại
- Anh Liễm Chi (英斂之; 1867–1926), còn được biết với tên Anh Hoa (英华), người sáng lập ra Đại Công báo (Ta Kung Pao) và Đại  học Công giáo Bắc Kinh (nay là Đại học Công giáo Phụ Nhân).